# Делань
Делань, Делані (рум. Delani) — село у повіті Біхор в Румунії. Адміністративно підпорядковане місту Беюш.
Село розташоване на відстані 385 км на північний захід від Бухареста, 52 км на південний схід від Ораді, 96 км на захід від Клуж-Напоки, 134 км на північний схід від Тімішоари.

## Населення
За даними перепису населення 2002 року у селі проживали 398 осіб.
Національний склад населення села:
| Національність | Кількість осіб | Відсоток |
| -------------- | -------------- | -------- |
| румуни         | 384            | 96,5%    |
| угорці         | 13             | 3,3%     |

Рідною мовою назвали:
| Мова      | Кількість осіб | Відсоток |
| --------- | -------------- | -------- |
| румунська | 384            | 96,5%    |
| угорська  | 14             | 3,5%     |